# Argemone grandiflora
Argemone grandiflora es una especie de planta de la familia Papaveraceae. El género Argemone está representado por poco más de 20 especies de regiones templadas y tropicales casi exclusivamente de América, aunque una de ellas, A. mexicana L., ha sido introducida a muchas otras partes del mundo. En México, con frecuencia se les denomina “chicalotes”. A algunas se les atribuyen propiedades curativas, especialmente contra afecciones de los ojos y de la piel.
Son plantas de ambientes abiertos, asoleados y muchas han resultado favorecidas por las actividades del hombre, comportándose como malezas; su hábitat preferencial son las parcelas en descanso y los bordes de los caminos. No se conoce con exactitud el área de distribución original de varias de las especies.

## Clasificación y descripción
Planta herbácea, anual o perenne de vida corta, con látex amarillo a anaranjado, de 30 cm a 1 (1.5 o más) m de alto; tallo uno o pocos, ampliamente ramificado hacia la parte superior, desprovisto o casi desprovisto de hojas basales y caulinares inferiores oblongas a oblongoelípticas, profundamente lobadas, hasta de 40 cm o más de largo y 15 cm o más de ancho, las medianas y superiores progresivamente de menor tamaño y por lo general con menor número y profundidad de los lóbulos, éstos estrecha a ampliamente triangulares terminando en una espina fina, haz y envés sin o casi sin espinas (moderadamente provistos de ellas en las venas principales en la ssp. armata); botones florales subesféricos, su cuerpo de 14 a 20 mm de largo y 12 a 17 mm de ancho, sin espinas o con escasas espinas esparcidas, cuernos apicales generalmente inermes, rollizos, de 7 a 15 mm de largo, incluyendo la espina apical; flores con 1 a 2 brácteas (hojas reducidas) más o menos cercanas a su base; pétalos blancos, suborbiculares a muy ampliamente obovados, de 3 a 6 cm de largo y 3 a 5 cm de ancho; estambres más de 150 filamentos y anteras amarillos; estigma de color púrpura, de 2.5 a 5 mm de ancho y 1.5 a 3 mm de alto; cápsulas 3 a 5-carpelares, cilindráceas a elipsoides, de 20 a 40 mm de largo incluyendo el estigma y de 10 a 18 mm de ancho (sin tomar en cuenta las espinas); semillas de alrededor de 2 mm de diámetro.

## Distribución
Coahuila, Nuevo León, Tamaulipas, San Luis Potosí, Guanajuato, Querétaro, Hidalgo y Veracruz.

## Hábitat
Relativamente bien representada en las partes semiáridas del sector noreste del área, principalmente a lo largo de caminos, zonas de cultivo y cercanías de habitaciones, así como en otros lugares perturbados; con frecuencia asociada al sustrato calizo. Altitud: (250) 650-2200 m s. n. m. (metros sobre el nivel del mar). Se le encuentra en flor durante casi todo el año.

## Estado de conservación
No se encuentra bajo algún estatus de protección.